# Friendship Clinic Nepal
Die Friendship Clinic Nepal ist eine kleine Tagesklinik im Lehmhüttendorf Meghauli beim Royal Chitwan National Park, Nepal. Das Selbsthilfeprojekt wird durch den freiwilligen Einsatz von Ärzten und Krankenschwestern und durch Spenden unterstützt.

## Projekt
Hari Bhandary, selbst ein Dorfbewohner von Meghauli, initiierte 1997 das Projekt „Friendship Clinic Nepal“, um die von staatlicher Seite vernachlässigte Gesundheitsversorgung der lokalen Bevölkerung zu verbessern. 
Die Klinik soll die medizinische Versorgung für ein Einzugsgebiet von 50.000 Menschen ermöglichen.
Das Projekt beruht auf Engagement der lokalen Bevölkerung. Das Dorf stellte Bauland zur Verfügung, beschaffte Baumaterial, und die Bevölkerung war am Klinikbau beteiligt. Als Mitarbeiter der Klinik werden vorrangig Dorfbewohner ausgebildet und eingestellt. Patienten müssen einen Teil der Behandlung bezahlen, nur im Ausnahmefall übernimmt die Klinik die Kosten. Westliche Mediziner und Pfleger zählen nicht zum festen Klinik-Team, sondern arbeiten zeitweise als freiwillige Helfer. 

## Klinik
1998 begann die Klinikarbeit zunächst als ambulante Versorgung mit einer Krankenschwester und einem „Health Assistent“. Mittlerweile besteht das Team aus einem Allgemeinarzt, Augenarzt, Psychiater, Gynäkologen, Zahnarzt, Kinderarzt, einer Hebamme, fünf Krankenschwestern und einem Laborassistenten. 
Sie werden in ihrer Arbeit durch Ärzte und Krankenschwestern aus Europa und den USA unterstützt. 
Angehende Ärzte haben die Möglichkeit, im Rahmen ihrer Auslands-Famulatur oder eines Tertials des praktischen Jahrs in der Friendship Clinic Nepal zu arbeiten.
2009 wurden in der Klinik und in sogenannten Health Camps im Umland etwa 13.000 Patienten behandelt. 
Ein Großteil der Patienten leidet an Magen-Darm-Erkrankungen, chronischen Atemwegserkrankungen, Augen-, Ohr- und Hautinfektionen, verursacht durch schlechte hygienische Verhältnisse, psychische und Tropenkrankheiten. 
Patienten mit schweren Erkrankungen, komplizierten Geburten oder Unfällen können primär versorgt und dann mit einem klinikeigenen Krankenwagen ins nächste staatliche Krankenhaus oder in das 200 km entfernte Kathmandu gebracht werden.

## Weitere Projekte

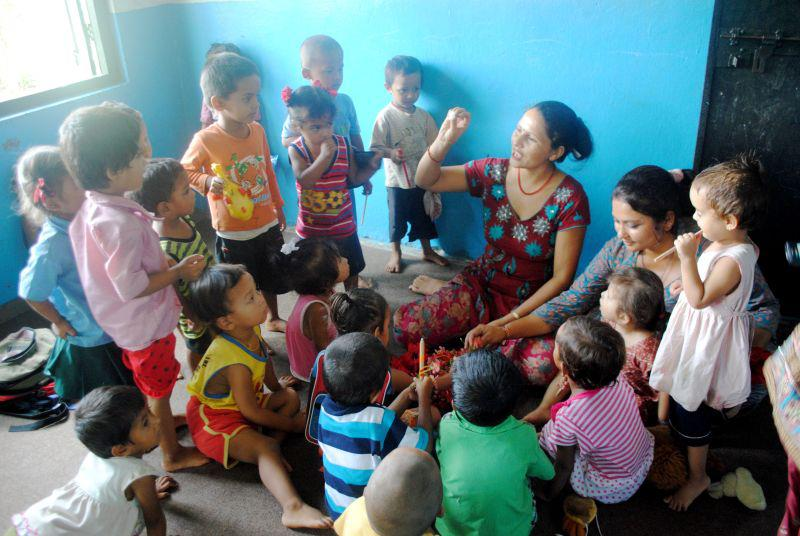
Kindergartengruppe

Neben der medizinischen Versorgung übernimmt das Projekt Friendship Clinic Nepal noch weitere soziale Aufgaben:
- Health Camp einmal pro Monat in der Umgebung
- Großflächige Versorgung mit Trinkwasserbrunnen und sanitären Anlagen
- Unterstützung von sehr armen Familien, um den Kindern eine Schulausbildung zu ermöglichen (2007 ca. 90 Kinder)
- Gründung von bisher drei Kindergärten (ca. 150 Kinder im Alter von 2,5 bis 5 Jahren), Versorgung der Kinder durch klinikeigenen Gemüseanbau und Milchwirtschaft
- Patenschaften für Kindergartenkinder
- Scout groups (für 30 Kinder)
- Ziele für die Zukunft sind u. a. die Einrichtung einiger stationärer Klinikbetten, der Erwerb von Ultraschall-, Röntgen- und EKG-Apparaten, Etablierung von Computerunterricht für Schüler und Erwachsene

## Förderkreis
Nachdem sich die Freiburger Ärzte Andrea und Jan Harder von der positiven Entwicklung des Projekts durch regelmäßigen Kontakt mit Hari Bhandary überzeugt hatten, gründeten sie 2002 zusammen mit Ärzten der Uniklinik Freiburg einen gemeinnützigen Förderkreis, um mit Spenden und der Vermittlung von freiwilligen Ärzten sowie Krankenschwestern und -pflegern die Arbeit der Friendship Clinic Nepal zu unterstützen. Alle Mitglieder des Förderkreises Friendship Clinic Nepal arbeiten ehrenamtlich.
2012 erarbeiteten Studierende der Sozialen Arbeit an der Fachhochschule Köln nach einem Besuch des Klinikgründers Hari Bhandary ein Fundraisingkonzept für den deutschen Förderverein „Friendship Clinic Nepal“.
Die American Medical Women's Association sponsert der Klinik die Stelle einer Hebamme, die mit dem Fahrrad Schwangere in acht Dörfern versorgt und gesundheitliche Aufklärungsarbeit leistet.